# Rörkoppling
En rörkoppling används för att koppla ihop två rör. Det finns flera olika rörkopplingar av standardtyp att välja mellan, beroende på vilken typ av rör man ska koppla ihop.

## Metallrör

### Tri-Clamp
Tri-Clamp förkortas TC. Rörändarna är försedda med flänsar som är något koniska. En av dessa förses med en o-ringstätning, varpå de passas ihop. Därefter klämmer man ihop rören med hjälp av en klämma som också är något konisk på insidan. När denna dras åt, kläms kopplingen ihop och blir tät. Då koniciteten är flack, krävs endast liten kraft för att få stor sammanhållande kraft.

### Mejerikoppling
Med en mejerikoppling skruvar man ihop rören så att de tätar mot varandra.